# Thiên hoàng Go-Uda
Thiên hoàng Go-Uda (後宇多天皇Go-Uda-tennō) (ngày 17 tháng 12 năm 1267 - 16 tháng 7 năm 1324) là Thiên hoàng thứ 91 của Nhật Bản theo danh sách kế thừa truyền thống. Triều đại của ông kéo dài từ năm 1274 đến năm 1287.

## Phả hệ
Trước khi lên ngôi, ông có tên cá nhân của mình (imina) là Yohito (世仁)
Ông là con trai thứ hai của Thiên hoàng Kameyama, xuất thân từ nhà Daikakuji - vốn tách ra khỏi triều đình thống nhất vào cuối thời Thiên hoàng Go-Saga.
Năm 1268, ông được lập làm Thái tử kế vị.

## Lên ngôi Thiên hoàng
Tháng 2/1274, phụ vương là Thiên hoàng Kameyama thoái vị, Thái tử lãnh chiếu kế vị
Tháng 4/1274, Thái tử lên ngôi lấy hiệu là Thiên hoàng Go-Uda. Đổi niên hiệu thành Bun'ei (1274-1275).
Thời ông cai trị, quân Mông Cổ xâm lược Nhật Bản hai lần (1274, 1281), nhưng đều bị quân dân Nhật Bản với sự "hỗ trợ" của bão tố đã đánh tan quân Mông - Nguyên.
Năm 1275, ông lập thân vương Hirohito của nhà Daikakuji (nhánh của Go-Uda) làm người kế vị.
Tháng 11/1287, Thượng hoàng Go-Fukakusa không hài lòng với sự thống trị của Thiên hoàng Go-Uda nhà Daikakuji đã ra lệnh truất phế Go-Uda, đứa con trai mình (vốn thuộc họ Jimyōin-tō của Go-Fukakusa) lên ngôi, hiệu là Thiên hoàng Fushimi.

## Thoái vị
Sau khi rời ngôi, cuộc đấu tranh giữa hai nhà Daikakuji và nhà Jimyōin-tō vẫn tiếp diễn ngày càng phức tạp. Sau khi Thiên hoàng Go-Fushimi của nhà Jimyōin-tō thoái vị năm 1301, nhà Daikakuji của dòng họ Thiên hoàng Go-Uda chiếm lại được ngai vị với Thiên hoàng Go-Nijō lên ngôi, giữ vững vị trí cho đến khi một người con khác của Go-Uda là Thiên hoàng Go-Daigo lên ngai vàng và thống nhất đất nước - thời Tân chính Kemmu (1331 - 1339).
Tháng 7/1324, Go-Uda qua đời ở tuổi 58.

### Gia đình
- Consort: Horikawa (Minamoto) Motoko (堀河（源）基子)

hoàng tử cả: Thân vương Kuniharu (邦治親王) (Thiên hoàng Go-Nijō)
Consort: Itsutsuji (Fujiwara) ?? (五辻（藤原）忠子)
công chúa thứ 2: Nội thân vương?? (禖子内親王)
hoàng tử thứ 2: Thân vương ?? (尊治親王) (Thiên hoàng Go-Daigo)
hoàng tử thứ 3: Prince ?? (性円法親王) (Buddhist Priest)
hoàng tử thứ 4: Prince ?? (承覚法親王) (Buddhist Priest)
- Consort: Princess ?? (揄子女王)

công chúa cả: Nội thân vương?? (愉子内親王)

### Kugyō
- Nhiếp chính: Kujō Tadaie, 1274
- Nhiếp chính: Ichijō Ietsune, 1274–1275
- Nhiếp chính: Takatsukasa Kanehira, 1275–1278
- Quan bạch: Takatsukasa Kanehira, 1278–1287
- Quan bạch: Nijō Morotada, 1287–1289
- Tả đại thần
- Hữu đại thần
- Nội đại thần
- Đại nạp ngôn

### Niên hiệu
- Bun'ei (1264–1275)
- Kenji (1275–1278)
- Kōan (1278–1288)